# Шапел Сен Фре
Шапел Сен Фре (фр. Chapelle-Saint-Fray) је насељено место у Француској у региону Лоара, у департману Сарт.
По подацима из 2011. године у општини је живело 437 становника, а густина насељености је износила 68,5 становника/km².

## Демографија
| 1962. | 1968. | 1975. | 1982. | 1990. | 2011. |
| ----- | ----- | ----- | ----- | ----- | ----- |
| 268   | 238   | 174   | 241   | 330   | 437   |